# Тонтові Ахмад
Тонтові Ахмад (англ. Tontowi Ahmad, нар. 18 липня 1987) — індонезійський бадмінтоніст, олімпійський чемпіон 2016 року.

## Виступи на Олімпіадах
| Олімпіада           | Дисципліна      | Місце |
| ------------------- | --------------- | ----- |
| Лондон 2012         | змішаний розряд | 4     |
| Ріо-де-Жанейро 2016 | змішаний розряд | 1     |

## Зовнішні посилання
- Тонтові Ахмад — олімпійська статистика на сайті Sports-Reference.com (англ.) (архівна версія)
- Тонтові Ахмад на сайті BWF.tournamentsoftware.com (англійська)
- Тонтові Ахмад на сайті BWFbadminton.com (англійська)
- Тонтові Ахмад на сайті Olympics.com (англійська)
- Тонтові Ахмад на сайті Olympedia (англійська)